# السكك الحديدية الدنماركية
السكك الحديدية الوطنية الدنماركية (DNKH) دي أس بي ، وهو اختصار لـ Danske Statsbaner (‎da‏، هي أكبر شركة تشغيل قطارات دنماركية ، والأكبر في الدول الاسكندنافية . في حين أن شركة دي أس بي مسؤولة عن تشغيل قطارات الركاب على معظم السكك الحديدية الدنماركية، فإن نقل البضائع وصيانة السكك الحديدية خارج نطاقها. تدير شركة دي أس بي نظام السكك الحديدية للمسافرين ، المسمى قطار S ، في المنطقة المحيطة بالعاصمة الدنماركية كوبنهاجن ، والذي يربط المناطق والضواحي المختلفة في المنطقة الحضرية الكبرى. بين عامي 2010 و2017، قامت شركة دي أس بي بتشغيل القطارات في السويد .
تأسست دي أس بي في عام 1885، عندما اندمجت الشركات المملوكة للدولة سكك حديد ولاية جوتلاند-فين وسكك حديد ولاية نيوزيلندا. تأسست دي أس بي في عام 1885، بعد أن استحوذت الدولة في عام 1867 تحت اسم سكك حديد ولاية جوتلاند-فين على الشركة الخاصة شركة تشغيل السكك الحديدية الدنماركية وفي عام 1880 استحوذوا أيضًا على شركة نيوزيلندا للسكك الحديدية المملوكة للقطاع الخاص.. 

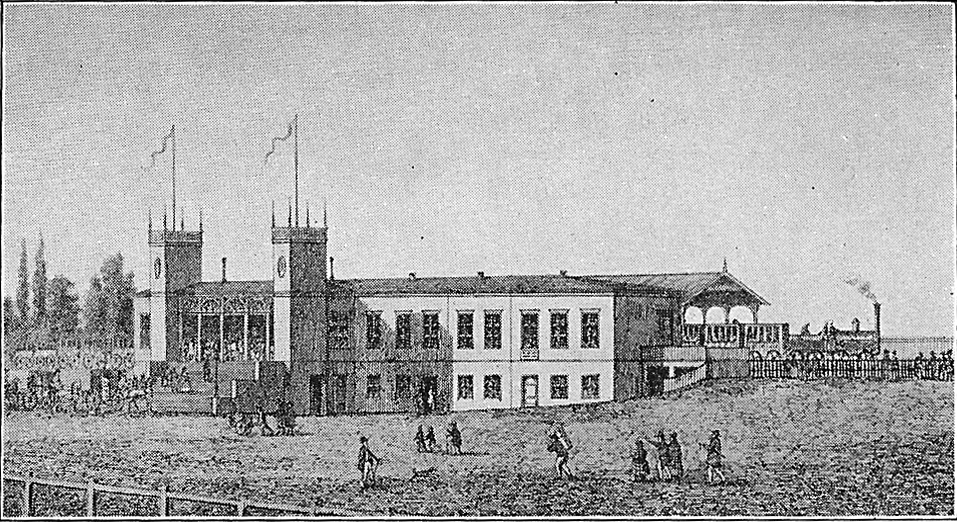
أول محطة سكة حديد في كوبنهاجن

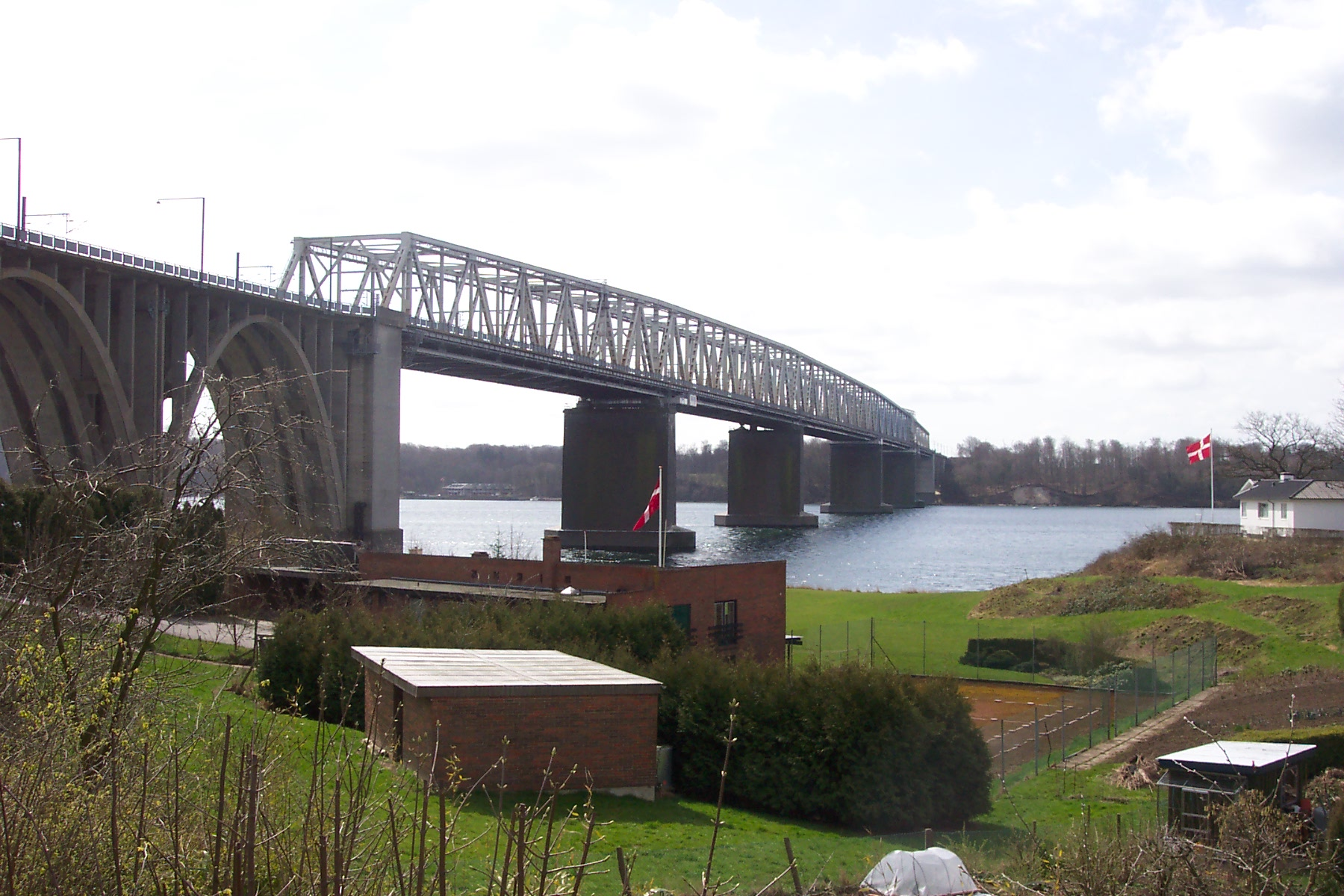
تم افتتاح جسر الحزام الصغير الأول في عام 1935.

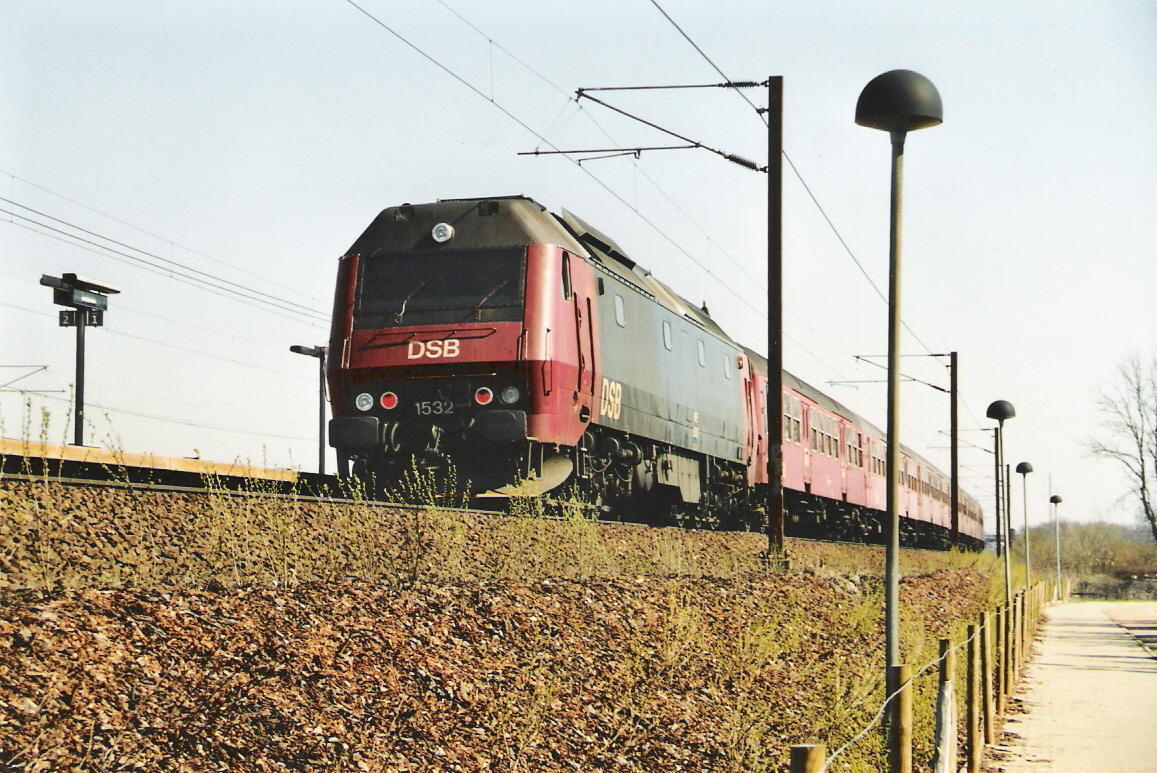
قطار ركاب يظهر اللون الأحمر/الأسود الذي تم تقديمه في عام 1972.

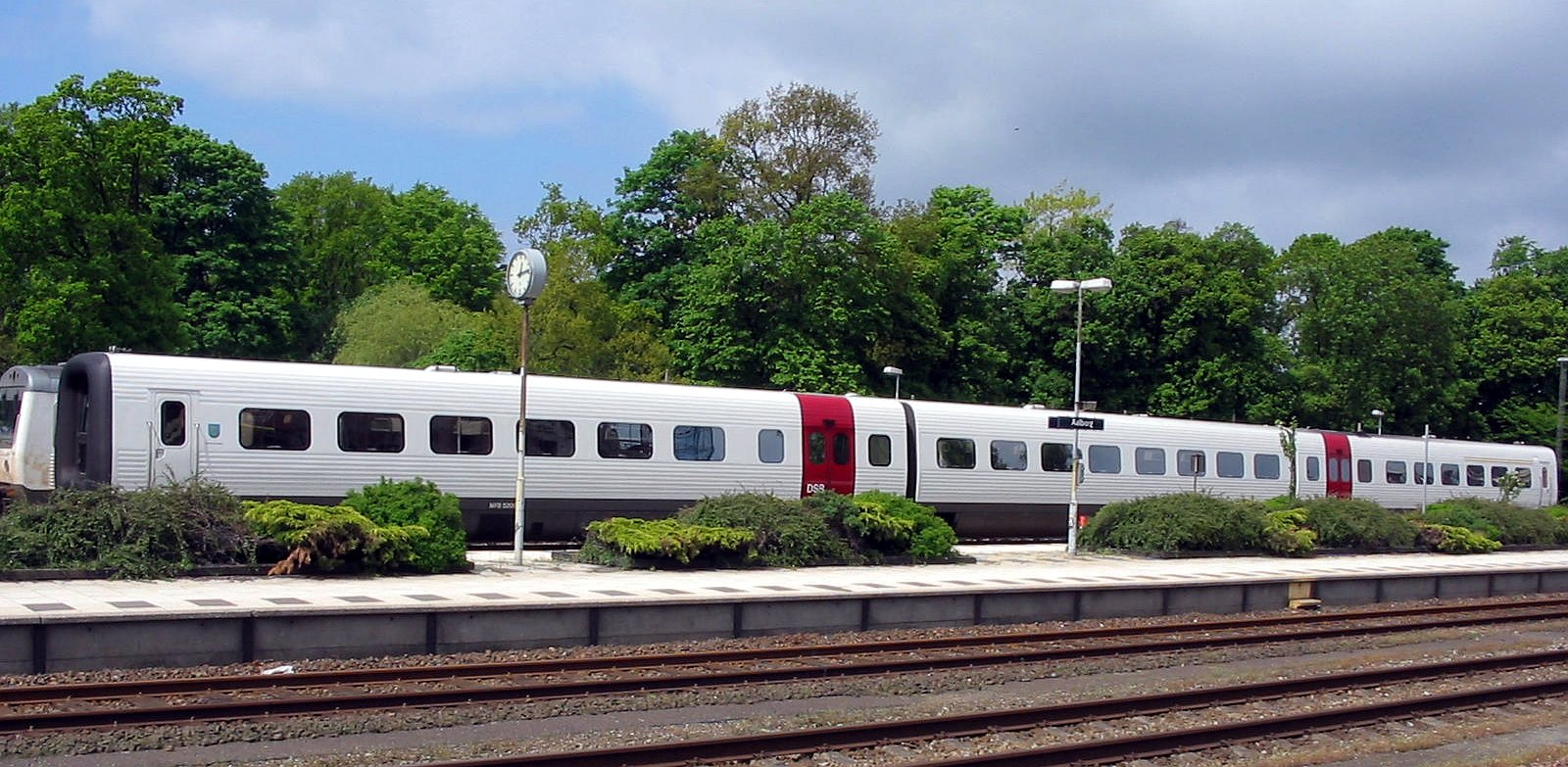
تم تقديم قطارات IC3 في عام 1990.

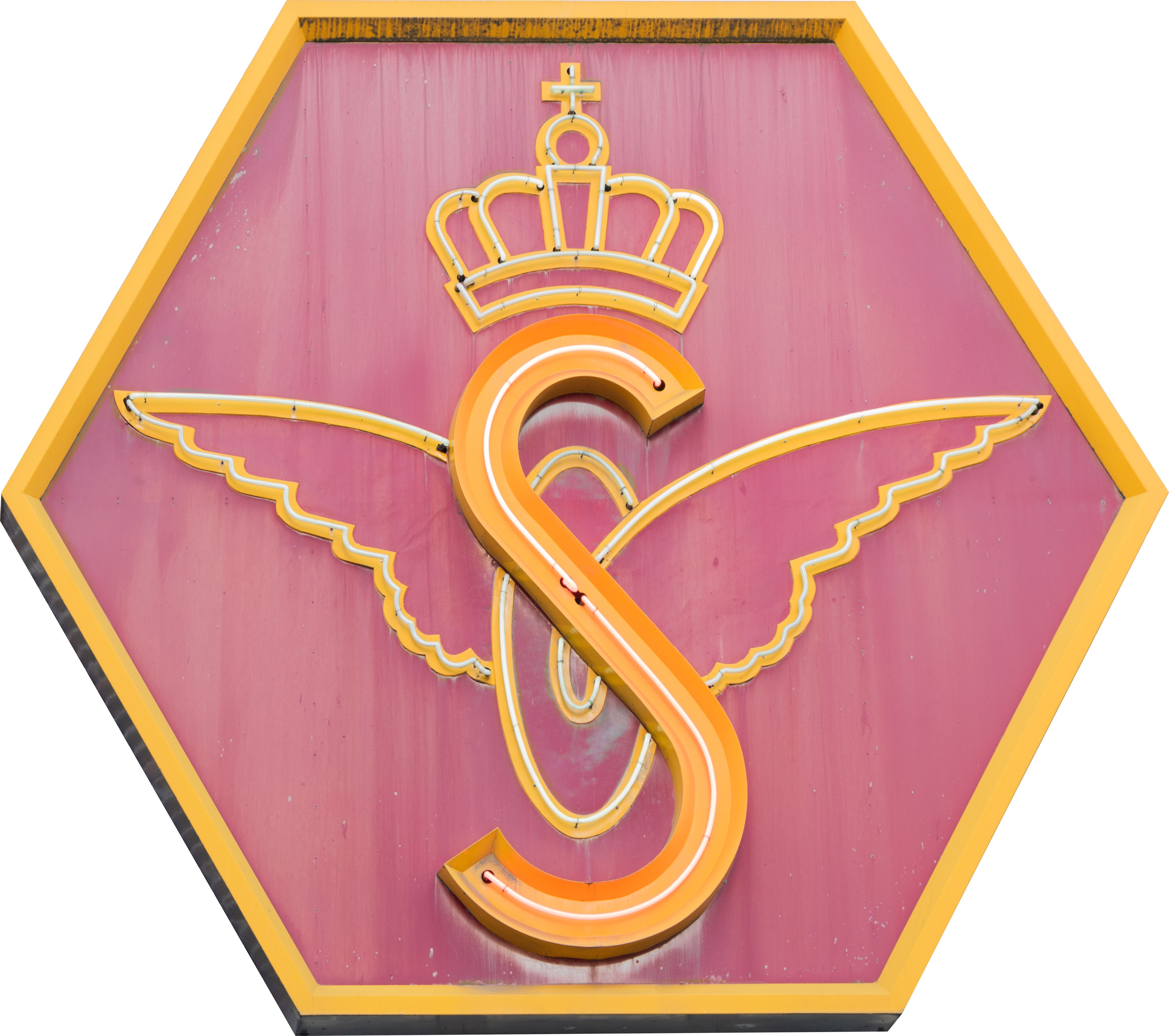
شعار القطار دي أس بي S السابق في كوبنهاجن
DSB's third and previous logo used from 30 April 1998 to September 2014الشعار الثالث والسابق لمستخدم دي أس بي من 30 أبريل 1998 إلى سبتمبر 2014
الشعار الرابع والوالي لـ دي أس بي منذ سبتمبر 2014

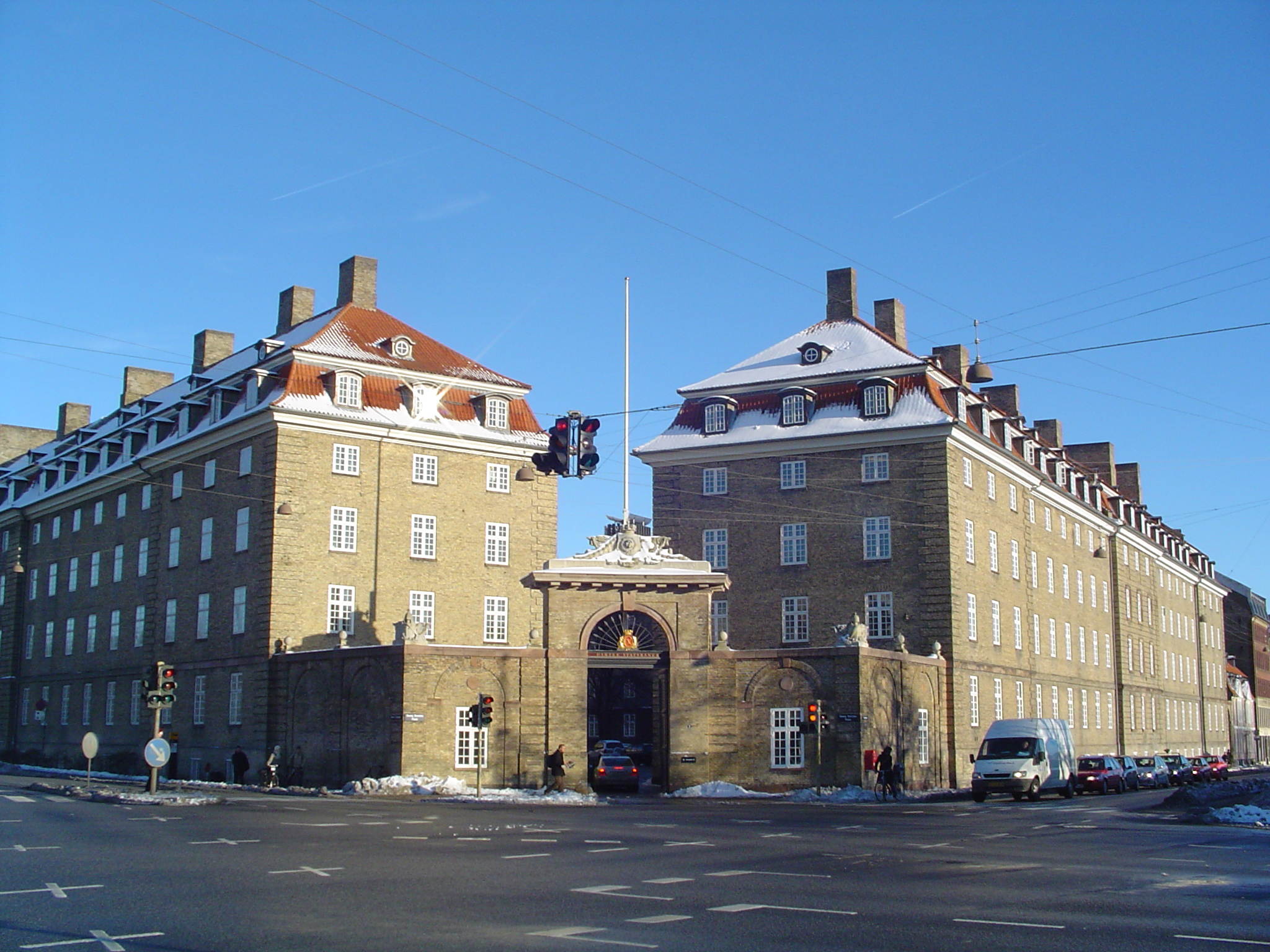
المقر السابق لـ دي أس بي في كوبنهاجن.

## أنظر أيضاً
- ًبانيدانمارك
- قائمة قاطرات DSB والوحدات المتعددة
- المواصلات في الدنمارك
- النقل بالسكك الحديدية في الدنمارك
- تاريخ النقل بالسكك الحديدية في الدنمارك
- وصل
- دي بي شينكر للسكك الحديدية
- قائمة محطات السكك الحديدية DSB